# Karlov (přírodní rezervace)
Karlov je přírodní rezervace poblíž obce Šanov v okrese Znojmo v nadmořské výšce 210–210 metrů. Oblast spravuje Krajský úřad Jihomoravského kraje. Důvodem ochrany je smíšený porost v revíru Horní Hoja.